# Британски и ирски куп
Британски и ирски куп (енгл. British and Irish Cup) је рагби 15 такмичење, у коме учествују полупрофесионални, другоразредни клубови и развојни тимови из 5 острвских држава, које се налазе у северозаподном делу Европе.

## Списак садашњих и бивших учесника
- Бедфорд блузси
- Бирмингем
- Бристол
- Корниш пиратс
- Ковентри
- Донкастер најтси
- Илинг трефлиндерси
- Ешер
- Ексетер чифси
- Џерзи редси
- Јоркшир карниџ
- Лондон ајриш
- Лондон шкотиш
- Лондон велш
- Моусли
- Њукасл фалконси
- Нотингем
- Плимут
- Ричмонд
- Ротерам тинанси
- Вустер вориорси
- Аберавон
- Кардиф
- Љанели
- Нет
- Њупорт
- Понтиприд
- Ландовери
- Свонси
- Крос кијс
- Бедвес
- Бриџенд рејвенси
- Кармартен квинси
- Кардиф блузси резерве
- Њупорт резерве
- Оспрејси резерве
- Скарлетси резерве
- Ер
- Гел форс
- Хериотс
- Кари
- Мелроуз
- Данди
- Гала
- Стирлинг каунти
- Единбург академикалси
- Конот иглси
- Ленстер А
- Манстер А
- Алстер А

## Списак шампиона
- 2010. Корниш пиратси
- 2011. Бристол
- 2012. Манстер А
- 2013. Ленстер А
- 2014. Ленстер А
- 2015. Вустер вориорси
- 2016. Лондон велш
- 2017. Манстер А